# Vetlanda (comune)
Vetlanda (Vetlanda kommun in svedese) è un comune svedese di 26 232 abitanti, situato nella contea di Jönköping. Il suo capoluogo è la cittadina omonima.
Il comune è stato creato nel 1971, quando la città di Vetlanda (istituita nel 1920) è stata unita ai comuni rurali circostanti per formare un unico comune. Quando, nel 1863, furono approvate in Svezia le prime leggi sul governo locale, entro il territorio del comune attuale c'erano più di 20 entità amministrative diverse.

## Storia
La storia di Vetlanda risale almeno all'età medievale, quando era sede dell'assemblea regionale chiamata þing ('cosa'). Secondo le congetture di Petter Rudebeck (1660-1710), Vetlanda era in precedenza capitale di un regno mitologico, con il nome di Vitala. Non c'è in realtà alcuna prova archeologica di queste ipotesi, ma il mito è rimasto molto popolare nei secoli XVIII e XIX, tanto da risuonare nelle denominazioni di imprese e località dei dintorni.

## Geografia fisica
Vetlanda è il più grande comune della contea di Jönköping. Il comune è situato sugli altopiani svedesi del sud, in una zona situata a circa 250 metri sul livello del mare, comprendente anche i comuni di Eksjö e Nässjö. La distanza di Vetlanda dalle tre maggiori città svedesi, Malmö (a sud-ovest), Göteborg (a ovest) e Stoccolma (a nord-est) è di circa 300 km da ognuna.

## Località
Ci sono dodici aree urbane (chiamato anche tätort) nel comune di Vetlanda.
Nella tabella, sono elencate le località in base alle dimensioni della popolazione al 31 dicembre 2005. La sede municipale è in grassetto.
| #  | Località    | Popolazione |
| -- | ----------- | ----------- |
| 1  | Vetlanda    | 12.691      |
| 2  | Ekenässjön  | 1.551       |
| 3  | Landsbro    | 1.454       |
| 4  | Holsbybrunn | 780         |
| 5  | Korsberga   | 731         |
| 6  | Myresjö     | 644         |
| 7  | Kvillsfors  | 560         |
| 8  | Sjunnen     | 417         |
| 9  | Skede       | 345         |
| 10 | Björköby    | 312         |
| 11 | Pauliström  | 257         |
| 12 | Nye         | 203         |

## Insediamenti dispersi sul territorio comunale
Entro i confini della municipalità si trovano degli insediamenti dispersi (småorter); si tratta di piccoli agglomerati che contano da 50 a 199 persone.
- Ramkvilla
- Farstorp
- Näshult
- Skirö
- Flugeby
- Hultanäs och Svartarp
- Ädelfors
- Alseda
- Aspö
- Ökna
- Karlstorp